# 摩根鎮區 (明尼蘇達州雷德伍德縣)
摩根鎮區（英語：Morgan Township）是位於美國明尼蘇達州雷德伍德縣的一個行政鎮區。

## 地方資料
摩根鎮區的面積為91.92平方千米，當中陸地面積為91.91平方千米，而水域面積為0.01平方千米。根據2020年美國人口普查的數據，當地共有人口245人，而人口密度為每平方千米2.67人。